# Zahra Nemati
Zahra Nemati, född 30 april 1985, är en iransk bågskytt. Hon deltog vid olympiska sommarspelen 2016.